# Jörg Krohn
Jörg Krohn (* 28. November 1963 in Heringsdorf) ist ein ehemaliger deutscher Tennisspieler.

## Werdegang
Krohn stammte von der Insel Usedom und gewann als Spieler der BSG Aufbau Ahlbeck im Jahr 1990 im Einzelwettbewerb den Tennis-Meistertitel in der DDR und wurde damit letzter DDR-Meister.
Beruflich wurde Krohn nach dem Studienabschluss 1989 als Zahnarzt tätig, 1991 eröffnete er eine Praxis in Ahlbeck.